# Cornelia Barbaro Gritti
Cornelia Barbaro Gritti (Venezia, 1719 – 19 aprile 1808) è stata una nobildonna e poetessa italiana. Con il nome arcadico di Aurisbe Tarsense fu animatrice di un salotto letterario frequentato da famosi letterati tra i quali si possono annoverare il Frugoni e il Goldoni.

## Biografia
Cornelia Barbaro nasce nel 1719 figlia primogenita del patrizio veneto Bernardo Modesto e di Elisabetta Lucchini, donna di modeste condizioni sociali. Tra i suoi fratelli ricordiamo il poeta Angelo Maria Barbaro. Nel 1736, a diciassette anni, sposa il patrizio veneziano Gianantonio Gritti, vent'anni più anzialo di lei, che gli darà tre figli maschi tra cui il poeta Francesco Gritti e Camillo Bernardino Gritti futuro podestà di Vicenza a cui il Parini dedicherà un'ode. Il marito, nobile spiantato, vizioso e brutale, viene arrestato nel 1757 per "condotta molto depravata" e quindi recluso a vita nelle Fortificazioni di Cattaro . La moglie priva di mezzi finanziari torna a vivere con il padre, mentre i figli vengono affidati al seminario della Giudecca, seminario solitamente riservato ai nobili. Nonostante il suo fascino attirasse molti corteggiatori Cornelia preferì non perdere la libertà ritrovata sposandosi una seconda volta .
La sua educazione letteraria inizia con il padre, arguto poeta vernacolare. Poi diventa allieva di Frugoni che in seguito la corteggerà invano con i suoi versi  Diventa così competente e apprezzata animatrice di salotti letterari frequentati dai migliori poeti e letterati dell'epoca. È assai stimata anche da Carlo Goldoni, come dimostrato dalla lettera di dedica che gli  scrisse, probabilmente nel 1756, quando le dedicò il dramma, La pupilla .
Molti suoi versi vennero stampati a Venezia in varie raccolte dell'epoca. Altri sono legati a particolari eventi come le rime composte in onore di Virginia Rangoni Morai o l'incoronazione in campidoglio della poetessa Corilla Olimpica. Altri ancora sono pubblicati in opere di Goldoni come Il raggiratore o Scherzi poetici dove Aurisbe Tarsense (Cornelia Barbaro) si rivolge in versi a Polisseno Fegejo (Carlo Goldoni) e questi le risponde in rima.